# Туггурт
Туггурт (араб. تبسة‎, бербер. ) — город на северо-востоке центральной части Алжира, на территории вилайета Уаргла. Туггурт является центром одноимённого округа. Население — 140 000 чел. (по оценке 2005 года).

## География
Город расположен на северо-востоке центральной части Алжира, на окраине пустыни Сахара. В 165 км на юго-запад находится Уаргла — административный центр провинции, в 95 км на северо-восток — город Эль-Уэд.

## Экономика
Основу экономики города составляет сельское хозяйство. Вокруг Туггурта выращиваются финики, злаковые и овощи. Также имеет место скотоводство. Часть местных жителей занимается пошивом одежды и тканием ковров.
Туггурт соединён авто- и железными дорогами с крупными городами страны. В 10 км к югу от города расположен обслуживающий его аэропорт.

## Достопримечательности
В Туггурте сохранилось множество старых глинобитных домов и построек. Главными достопримечательностями являются городская мечеть и усыпальница, под куполом которой похоронены все правители города.